# Пољане (Драгалић)
Пољане су насељено мјесто у Западној Славонији. Припадају општини Драгалић, у Бродско-посавској жупанији, Република Хрватска.

## Географија
Пољане се налазе око 2 км источно од Драгалића.

## Историја
До територијалне реорганизације у Хрватској насеље се налазило у саставу бивше општине Нова Градишка. Током рата у Хрватској, село се налазило уз саму линију разграничења и претрпело је разна оштећења, а оба верска објекта су страдала.

## Становништво
Према попису становништва из 2011. године, насеље Пољане је имало 100 становника.
| Националност       | 2001. | 1991. | 1981. | 1971. | 1961. |
| Срби               | 19    | 374   | 283   | 382   | 331   |
| Хрвати             | 33    | 20    | 18    | 46    | 88    |
| Југословени        | —     |       | 112   |       | 4     |
| остали и непознато | 2     | 18    | 7     | 2     |       |
| Укупно             | 54    | 412   | 420   | 430   | 423   |

| Демографија | Демографија | Демографија |
| Година      | Становника  | Становника  |
| ----------- | ----------- | ----------- |
| 1961.       | 423         |             |
| 1971.       | 430         |             |
| 1981.       | 420         |             |
| 1991.       | 412         |             |
| 2001.       | 54          |             |
| 2011.       |             | 100         |

## Попис 1991.
На попису становништва 1991. године, насељено место Пољане је имало 412 становника, следећег националног састава:
| Попис 1991.‍  | Попис 1991.‍  | Попис 1991.‍ | Попис 1991.‍ | Попис 1991.‍ |
| ------------ | ------------ | ----------- | ----------- | ----------- |
|              |              |             |             |             |
| Срби         | Срби         |             | 374         | 90,77%      |
| Хрвати       | Хрвати       |             | 20          | 4,85%       |
| неопредељени | неопредељени |             | 7           | 1,69%       |
| непознато    | непознато    |             | 11          | 2,66%       |
| укупно: 412  |              |             |             |             |